# Hermann Woothke
Hermann Woothke (* 24. Juli 1888 in Köln; † 2. Mai 1978 in Düsseldorf) war ein deutscher Ministerialbeamter und Bundesrichter.

## Leben
Woothke besuchte das Gymnasium Bonn. Nach dem Abitur studierte er ab dem Sommersemester 1906 an der Universität Lausanne. Zum Wintersemester 1906/07 immatrikulierte er sich an der Eberhard-Karls-Universität für Rechts- und Staatswissenschaft. Am 15. Juni 1907 wurde er im Corps Borussia Tübingen recipiert. Am Ende des WS 1907/08 inaktiviert, wechselte er vom SS 1908 an die Rheinische Friedrich-Wilhelms-Universität Bonn. Er bestand 1909 das Referendarexamen und wurde  1910 in Tübingen zum Dr. iur. promoviert. Er bestand 1914 die Assessorprüfung und zog im selben Jahr als Freiwilliger mit dem Kurmärkischen Dragoner-Regiment Nr. 14 (Colmar) in den Ersten Weltkrieg. 1915 zum Leutnant der Reserve ernannt, wurde er im September 1915 bei Soly in Litauen verwundet. 1916–1918 war er zum Generalkommando des XV. Armee-Korps kommandiert.
Schon vor dem Krieg war er in die Preußische Verwaltung der Zölle und Verbrauchsabgaben übernommen worden. Seit 1919 Regierungsassessor, kam er für acht Jahre an das  Reichsfinanzministerium. Dort wurde er Regierungsrat (1920) und Oberregierungsrat (1922). 1927 wurde er als Landesfinanzamtsdirektor nach Kassel versetzt. Im Auftrag des Auswärtigen Amtes beriet er ab 1931 den Senat der Freien Stadt Danzig. 1933 kehrte er als Ministerialrat in das Reichsfinanzministerium zurück. Seit 1938 Reichsrichter beim Reichsfinanzhof, wurde er 1939 zum Ministerialdirigenten im Reichsfinanzministerium ernannt. In der Nachkriegszeit in Deutschland wurde er 1947 Ministerialdirigent im Finanzministerium des Landes Nordrhein-Westfalen und zugleich Bundesrichter am Bundesarbeitsgericht. 1955 wurde er pensioniert. Verheiratet war er seit 1917 mit Luise geb. Reinhardt.

## Ehrungen
- Eisernes Kreuz 2. Klasse
- Verwundetenabzeichen
- 1954: Verdienstorden der Bundesrepublik Deutschland, Großes Bundesverdienstkreuz